# Canton de Monclar
Le canton de Monclar est une ancienne division administrative française située dans le département de Lot-et-Garonne, en région Aquitaine.

## Géographie
Ce canton était organisé autour de Monclar dans l'arrondissement de Villeneuve-sur-Lot. Son altitude variait de 37 m (Saint-Étienne-de-Fougères) à 204 m (Pinel-Hauterive) pour une altitude moyenne de 159 m.

## Composition
Le canton de Monclar groupait neuf communes.
| Nom                       | Code Insee | Intercommunalité         | Superficie (km2) | Population (dernière pop. légale) | Densité (hab./km2) |
| ------------------------- | ---------- | ------------------------ | ---------------- | --------------------------------- | ------------------ |
| Monclar (chef-lieu)       | 47173      | CC Lot et Tolzac         | 24,02            | 854 (2014)                        | 36                 |
| Fongrave                  | 47099      | CA du Grand Villeneuvois | 9,46             | 625 (2014)                        | 66                 |
| Montastruc                | 47182      | CC Lot et Tolzac         | 24,88            | 287 (2014)                        | 12                 |
| Pinel-Hauterive           | 47206      | CC Lot et Tolzac         | 21,77            | 550 (2014)                        | 25                 |
| Saint-Étienne-de-Fougères | 47239      | CA du Grand Villeneuvois | 9,90             | 843 (2014)                        | 85                 |
| Saint-Pastour             | 47265      | CC Lot et Tolzac         | 14,52            | 405 (2014)                        | 28                 |
| Tombebœuf                 | 47309      | CC Lot et Tolzac         | 18,38            | 465 (2014)                        | 25                 |
| Tourtrès                  | 47313      | CC Lot et Tolzac         | 11,71            | 140 (2014)                        | 12                 |
| Villebramar               | 47319      | CC Lot et Tolzac         | 10,06            | 100 (2014)                        | 9,9                |

## Démographie
| 1962  | 1968  | 1975  | 1982  | 1990  | 1999  | 2006  | 2011  | 2012  |
| ----- | ----- | ----- | ----- | ----- | ----- | ----- | ----- | ----- |
| 4 451 | 4 347 | 4 080 | 3 954 | 4 037 | 3 898 | 4 107 | 4 216 | 4 249 |

## Représentation

### Conseillers généraux de 1833 à 2015
| Période | Période      | Identité                                                             | Étiquette               | Qualité |
| ------- | ------------ | -------------------------------------------------------------------- | ----------------------- | --- |
| 1833    | 1839         | Louis-Gustave Adolphe Lemercier de Maisoncelle-Vertille de Richemont | Opposition dynastique   | Député (1837-1848, 1852-1869) Sénateur (1869-1870) Propriétaire du château de Bois-Verdun et maire de Tombebœuf Élu dans le canton de Seyches en 1839 |
| 1840    | 1859         | Jean Édouard Fabré de Fontanelle                                     |                         | Notaire, maire de Monclar |
| 1859    | 1864         | Jean-Pierre Magloire Maillebiau (1801-1868)                          |                         | Ingénieur en chef des Ponts et Chaussées à Agen |
| 1864    | 1871         | Pierre Bounetou                                                      |                         | Colonel, Monclar |
| 1871    | 1888 (décès) | Louis Pons                                                           | Républicain             | Propriétaire Sénateur (1879-1888) - Maire de Monclar                                                                                                  |
| 1888    | 1896 (décès) | Félix Malbec (1829-1895)                                             | Républicain             | Maire de Monclar (1888-1896), conseiller d'arrondissement                                                                                             |
| 1896    | 1898         | Évariste Malbec (1866-1959) (fils du précédent)                      | RG                      | Propriétaire du château de la Seiglal Maire de Monclar (1896-1902)                                                                                    |
| 1898    | 1904         | Hermann Roux                                                         | Rad.                    | Ancien officier ministériel, notaire à Monclar |
| 1904    | 1940         | Évariste Malbec                                                      | RG                      | Maire de Monclar (1896-1902) |
|         |              |                                                                      |                         | |
| 1945    | 1951         | Jean Girou                                                           | SFIO                    | Propriétaire, administrateur du Crédit Agricole Maire de Brugnac (1935-1969), ancien conseiller d'arrondissement                                      |
| 1951    | 1958         | Éloi Taillade                                                        | Rad.                    | Maire de Saint-Étienne-de-Fougères (1945-1962) |
| 1958    | 1976         | Gabriel Vierge (1904-1984)                                           | SFIO puis Rad. puis MRG | Maire de Monclar |
| 1976    | 2001         | François de Richemont                                                | DVD puis RPR puis UDF   | Propriétaire du château de Boisverdin Maire de Tombebœuf (1953-2001)                                                                                  |
| 2001    | 2008         | Pierrette Jugie                                                      | UDF puis UMP            | Aide médico-psychologique Maire-adjointe de Saint-Étienne-de-Fougères                                                                                 |
| 2008    | 2015         | Pierre-Jean Fougeyrollas                                             | PS                      | Enseignant Maire de Fongrave (1995-2020) |

### Conseillers d'arrondissement de 1833 à 1940
| Période                                  | Période          | Identité                                  | Étiquette              | Qualité |
| ---------------------------------------- | ---------------- | ----------------------------------------- | ---------------------- | --- |
| 1833                                     | 1837             | Jean Benoit Raffié ainé (1804-1880)       |                        | Propriétaire, maire de Fongrave (1837-1865)                                                                 |
| 1837                                     | 1842             | Jean Fabre-Fontanelle                     |                        | Notaire, maire de Monclar en 1836                                                                           |
| 1842                                     | 1848             | Jean Benoit Raffié ainé                   |                        | Propriétaire, maire de Fongrave (1837-1865)                                                                 |
|                                          |                  |                                           |                        | |
| 1883                                     | 1888 (démission) | Félix Malbec                              | Républicain            | Propriétaire à Monclar, ancien maire (1870-1871)                                                            |
| 1888                                     |                  | Jean François Ménaud                      | Républicain            | Maire de Saint-Étienne-de-Fougères (1876-1904)                                                              |
|                                          |                  |                                           |                        | |
| 1925                                     | 1931             | Louis Girou (1863-1952)                   | Radical                | Cultivateur à Brugnac                                                                                       |
| 1931                                     | 1940             | Jean Girou (1888-1969, fils du précédent) | SFIO "candidat paysan" | Propriétaire, administrateur du Crédit Agricole, maire de Brugnac (1935-1969)                               |
| 1940                                     |                  |                                           |                        | Les conseils d'arrondissement ont été suspendus par la loi du 12 octobre 1940 et n'ont jamais été réactivés |
| Les données manquantes sont à compléter. |                  |                                           |                        | |